# Kim Deal
Kimberley Ann Deal, detta Kim, nota anche con lo pseudonimo di Mrs. John Murphy (Dayton, 10 giugno 1961), è una musicista statunitense, giunta al successo a fine anni ottanta come bassista della band statunitense Pixies e in seguito come chitarrista e voce principale delle Breeders.

## Biografia

### Gli inizi
Kimberly Ann Deal nasce il 10 giugno 1961 a Dayton (Ohio), suo padre era un fisico addetto al controllo radar, impiegato presso la vicina base aeronautica militare di Wright-Patterson. Kim e sua sorella gemella Kelley vennero introdotte alla musica in giovane età e crebbero ascoltando band hard rock quali AC/DC e Led Zeppelin.
Raggiunta l'adolescenza, Kim, assieme alla sorella, formò la sua prima band folk rock, chiamata The Breeders e divenendo, in poco tempo, una songwriter molto prolifica: "Scrissi un centinaio di canzoni verso i 16, 17 anni. La musica era piuttosto buona, ma le parole erano come...OH MIO DIO! Stavo solo cercando di capire come blu facesse rima con you. Ciò che scrivevo non aveva nulla a che fare con chi ero." Spinte sempre più dalla passione per la musica, le due sorelle decidono di attrezzare un piccolo studio di registrazione nella loro camera da letto, acquistando alcuni microfoni, un registratore otto tracce, un mixer, degli altoparlanti, un amplificatore e, più tardi, anche una drum machine.
Dopo la scuola superiore, la Deal provò a completare gli studi in diversi college senza però riuscire a laurearsi. Ha poi ottenuto un diploma di biologia con cui iniziò a lavorare nel campo della biologia cellulare in un laboratorio ospedaliero e in un laboratorio di biochimica. In quel periodo, attraverso suo fratello Kevin fece conoscenza con John Murphy, un imprenditore impiegato nell'aeronautica militare, da poco trasferitosi a Dayton. I due iniziarono ad uscire insieme e, nel 1985, si unì in matrimonio per poi trasferirsi, nel gennaio 1986, a Boston, Massachusetts, città natale di Murphy.

### Pixies
Kim Deal divenne la bassista dei Pixies nel gennaio 1986, dopo aver risposto ad un annuncio apparso sulla rivista Boston Phoenix in cui due chitarristi e studenti della locale università (University of Massachusetts Amherst), Joey Santiago e Charles Thompson (poi cambiato in Black Francis), cercavano una bassista appassionata di Peter, Paul and Mary e Hüsker Dü. La Deal fu l'unica persona a rispondere e, anche se il suo strumento principale era allora la chitarra, prese in prestito il basso da sua sorella Kelley e ottenne la parte, pur non avendo mai suonato lo strumento prima. Da quel momento e per tutto il periodo dei primi lavori della band, la Deal adottò il nome d'arte di Mrs. John Murphy, scelto quasi per scherzo, dopo una conversazione con una donna che voleva essere chiamata con il nome del marito, solo come forma di rispetto. Per completare la lineup, la Deal propose poi di assumere David Lovering come batterista, un amico di suo marito incontrato al ricevimento di nozze.
Immediatamente il neonato gruppo cominciò a provare nell'appartamento della stessa Deal,, per poi trasferirsi, verso la metà del 1986, nel garage dei genitori di Lovering. Dopo poco, iniziarono anche ad esibirsi dal vivo, nei piccoli locali dell'area di Boston e, proprio durante uno di questi concerti (assieme alle Throwing Muses) la band venne notata dal produttore Gary Smith che decide di produrre, nel marzo del 1987, il loro primo demo-tape, intitolato Purple Tape. Il demo, registrato presso gli studios di Smith, finì poi nelle mani di Ivo Watts-Russell, proprietario della casa discografica 4AD che decise di ingaggiare la band e pubblicare il loro primo lavoro ufficiale, l'EP Come on Pilgrim.
Il primo vero album sulla lunga distanza, Surfer Rosa, esce invece nel 1988 e segna la definitiva consacrazione della band. Il disco, che vede la Deal anche in veste di songwriter dell'unico singolo Gigantic, co-scritto con Black Francis e cantato dalla bassista, venne seguito un anno dopo da Doolittle, secondo album in studio che segna il vertice della popolarità dei Pixies ma anche l'inizio dei primi problemi interni dovuti soprattutto ai crescenti contrasti fra la bassista ed il frontman in merito a questioni riguardanti il controllo musicale sul gruppo da parte di Francis. Tensioni che crebbero ulteriormente durante il tour promozionale (Fuck or Fight) negli Stati Uniti e che portarono, immediatamente dopo la data finale di New York, i Pixies alla comune decisione di voler interrompere momentaneamente l'attività.
La band trovò in seguito il modo di pubblicare altri due album: Bossanova, uscito nel 1990 e, poi, nel 1991, Trompe le Monde, registrato a gruppo oramai praticamente sciolto.

### The Breeders
La storia della Breeders iniziò nel 1988 quando, ancora impegnata come bassista dei Pixies, Kim Deal iniziò a scrivere nuovo materiale durante il tour promozionale post-Surfer Rosa per un possibile progetto parallelo assieme a Tanya Donelly, chitarrista delle Throwing Muses. Dopo aver respinto l'idea di creare un album dance insieme, la coppia decise di formare invece una nuova band e registrò un breve demo con tre brani: "Lime House", "Doe" e "Only in 3's".
Nel 1990, durante il primo periodo d'interruzione dell'attività con i Pixies, la Deal decise di riprendere in mano il suo primo strumento (la chitarra) e diede vita, sempre assieme a Tanya Donelly, alla bassista Josephine Wiggs e all'ex batterista degli Slint Britt Walford, alla nuova band, chiamata Breeders (come quella formata con la gemella Kelley durante l'adolescenza) il cui album di debutto, Pod, contenente per lo più materiale scritto dalla stessa Deal, venne registrato ad Edimburgo, in Scozia da Steve Albini e pubblicato, nel maggio del 1990, dalla 4AD.
Dopo lo scioglimento dei Pixies, nel 1993, Kim Deal riprese l'attività con le Breeders con cui, nello stesso anno, pubblicò l'album Last Splash ottenendo un grande successo di critica e di pubblico, tanto da guadagnare il disco di platino ad un anno dalla sua uscita. Nel 1994, dopo l'uscita dell'EP Head to Toe e l'esibizione sul palco principale del festival Lollapalooza, il gruppo decise di prendersi un lungo periodo di pausa per permettere a Kelley Deal (sorella gemella di Kim) di iniziare un periodo di riabilitazione a causa della dipendenza da eroina. Nel 2002, le Breeders, con solo Kim e Kelley della formazione originale, pubblicarono un nuovo album dal titolo Title TK (TK sta per "to come" ed è un'espressione editoriale utilizzata, quando si modificano bozze, per indicare informazioni mancanti) e, nel 2008, anche un quarto disco, intitolato Mountain Battles.

### The Amps e gli altri progetti
Durante gli otto anni di pausa, Deal, con il nome d'arte Tammy Ampersand, formò il gruppo The Amps, con cui ha registrato un solo album nel 1995, dal titolo Pacer. Il disco ha avuto un'accoglienza entusiasta da parte della stampa specializzata, seguita però da uno scarso successo commerciale.
Nel 1994, assieme al concittadino Robert Pollard, leader del gruppo Guided by Voices, ha registrato la cover del brano Love Hurts, originariamente scritta dagli Everly Brothers. Il brano, uscito come singolo per Immortal Records, è contenuto anche nella colonna sonora del film Love and a 45.
Oltre a questo, la Deal, ha anche collaborato ad alcuni album: dalla parte vocale nel singolo Little Trouble Girl dei Sonic Youth (estratto dall'album del 1995, Washing Machine), ai cori nel brano Sunset Strip contenuto nell'album solista di Courtney Love dal titolo America Sweetheart, all'intro del brano Tales (Live from the Crypt) contenuta nell'album omonimo della band post-rock statunitense The For Carnation.

### La reunion con i Pixies
Nel 2003 la Deal torna a Dayton, Ohio, sua città natale per prendersi cura di sua madre, a cui è stata diagnosticata la sindrome di Alzheimer. Nello stesso anno, però, dopo una serie di telefonate tra i vari componenti, i Pixies organizzarono una serie di prove a cui fece seguito, un anno più tardi, il 3 febbraio del 2004, la conferma ufficiale della volontà di riunirsi per un tour mondiale che, inaspettatamente, si concluse con un enorme successo commerciale e con oltre 14 milioni di dollari in biglietti venduti.
Il 15 giugno del 2004, esclusivamente per la vendita digitale tramite iTunes, la band pubblicò Bam Thwok, la prima canzone inedita dai tempi di Trompe le Monde. Scritta e cantata da Kim Deal, il suo testo, a carattere surreale, trae ispirazione da un libro d'arte per bambini rinvenuto casualmente in una strada di New York. Il brano raggiunse la prima posizione della Official Downloads Chart, la classifica ufficiale dei singoli e degli album più venduti in formato digitale nel Regno Unito.
Dal 2005 i Pixies hanno continuato a suonare dal vivo fino alla fine del 2011.
Nel giugno 2013 i Pixies hanno dato l'annuncio dell'uscita di Kim dalla band. In sua sostituzione è stata chiamata Kim Shattuck, leader dei The Muffs, nonché negli anni 80 membro delle Pandoras, band della scena garage di Los Angeles.

## Discografia

### Con i Pixies
- 1988 - Surfer Rosa
- 1989 - Doolittle
- 1990 - Bossanova
- 1991 - Trompe le Monde
- 1997 - Death to the Pixies 1987-1991 (raccolta)
- 1998 - Pixies at the BBC (raccolta)
- 2001 - Complete B-Sides (raccolta)
- 2002 - Pixies (The Purple Tape) (raccolta)
- 2004 - Wave of Mutilation: Best of Pixies (raccolta)

### Con The Breeders
- 1990 - Pod
- 1990 - Peel Session
- 1993 - Last Splash
- 1994 - Head to Toe
- 1994 - Live in Stockholm
- 2002 - Title TK
- 2008 - Mountain Battles
- 2018 - All Nerve

### Con i The Amps
- 1995 - Pacer